# Podemos Castilla-La Mancha
Podemos Castilla-La Mancha es la organización de Podemos en la comunidad autónoma de Castilla-La Mancha.

## Organización
La organización del partido surge de los documentos aprobados en la tercera Asamblea Ciudadana Estatal de Podemos, también conocida como Vistalegre III, en 2020. Consta de:
- Asamblea Ciudadana Autonómica.
- Consejo Ciudadano Autonómico.
- Coordinación Autonómica.
- Consejo de Coordinación Autonómico.
- Comisión de Garantías Democráticas Autonómica.

Además, la representatividad de los círculos (base de la militancia del partido) se da a través del consejo de círculos, la red de círculos o su presencia en el Consejo Ciudadano Autonómico.

## Resultados electorales

### Congreso de los Diputados
| Congreso de los Diputados |                |         |    |          |         |        |                          |
| Elecciones                | Candidatura    | Escaños | ±  | Posición | Votos   | %      | Candidato                |
| 2015                      | Podemos        | 1/21    | ±0 | 4a       | 159.079 | 13,62% | Juan Pablo Wert          |
| 2016                      | Unidos Podemos | 2/21    | 1  | 3a       | 162.582 | 14,64% | Gloria Elizo             |
| 2019 I                    | Unidas Podemos | 0/21    | 2  | 5a       | 120.224 | 10,15% | Francisco José Casamayor |
| 2019 II                   | Unidas Podemos | 0/21    | ±0 | 4a       | 100.284 | 9,03%  | María Pérez Segovia      |
| 2023                      | Sumar          | 0/21    | ±0 | 4a       | 83.627  | 7.32%  | Marta Romero             |

### Parlamento de Castilla-La Mancha
| Cortes de Castilla-La Mancha |         |    |          |         |       |                           |                    |
| Elecciones                   | Escaños | ±  | Posición | Votos   | %     | Gobierno                  | Candidato          |
| 2015                         | 3/33    | ±0 | 4a       | 106.565 | 9,73% | Coalición (Podemos, PSOE) | José García Molina |
| 2019                         | 0/33    | 3  | 5a       | 74.372  | 6,9%  | PSOE                      | José García Molina |